# Малое Янгильдино
Ма́лое Янги́льдино (чув. Качакасси) — деревня в Чебоксарском районе Чувашской Республики. Входит в состав Большекатрасьского сельского поселения.

## География
Находится в северной части Чувашии на расстоянии приблизительно 7 км на запад по прямой от районного центра поселка Кугеси.

## История
Известна с 1859 года, когда в ней было отмечено 6 дворов и 41 житель. В 1897 году учтено 140 жителей, в 1926 — 42 двора, 195 жителей, в 1939—193 жителя, в 1979—240 . В 2002 году было 62 двора, 2010 — 61 домохозяйство. В период коллективизации образован колхоз «Тукас», в 2010 году действовал СХПК «Сад».

## Население
Постоянное население составляло 205 человек (чуваши 99 %) в 2002 году, 224 в 2010.